# 蓬萊曼盲蝽
蓬萊曼盲蝽（学名：Mansoniella formosana）为盲蝽科曼盲蝽屬下的一个种。